# Eurystaura obscura
Eurystaura obscura är en fjärilsart som beskrevs av M.Gaede 1928. Eurystaura obscura ingår i släktet Eurystaura och familjen tandspinnare. Inga underarter finns listade i Catalogue of Life.